# Sargon Akadski
Sargon Akadski, znan tudi kot  Sargon Veliki (akadsko Šarru-kīnu,  pravi kralj ali zakoniti kralj), je bil kralj semitskega Akadskega kraljestva, ki je vladal v 24. in 23. stoletju pr n. št.. 
Osvojil je mezopotamske sumerske države in ustanovil Akadsko vladarsko dinastijo. Vsi klinopisni viri navajajo, da je bil dvorni točaj kiškega kralja Ur-Zababa.  Nekateri zgodovinarji so špekulirali, da je ubil kralja in si prilastil njegov prestol, potem pa začel osvajati Mezopotamijo. Sprva so ga imenovali Sargon I., dokler niso ugotovili, da so imeli kralja Sargona tudi Asirci. Sargon I. se sedaj imenuje slednji.
Za Sargonovo obširno cesarstvo se domneva, da je obsegalo velik del Mezopotamije in dele sedanjega Irana, Sirije in Male Azije. Vladal je iz nove, do sedaj arheološko nedefinirane prestolnice Akad, za katero Seznam sumerskih kraljev navaja, da jo je zgradil sam ali jo morda samo obnovil.  Včasih se omenja kot prvi v pisani zgodovini, ki je ustvaril večetnično centralno vodeno cesarstvo, čeprav se za isti naslov potegujeta tudi sumerska vladarja  Lugal-Ane-Mundu in Lugalzagezi. Akadska dinastija je vladala približno poldrugo stoletje.

## Poreklo in vzpon na oblast
Natančna datuma Sargonovega rojstva in smrti nista znana. Po kratki kronologiji je vladal od leta 2270 do 2215 pr. n. št., po srednji pa od leta 2334 do 2279 pr. n. št.. Datumi temeljijo na Seznamu sumerskih kraljev. Asirologi še vedno niso soglasni ali je ime dobil ob rojstvu ali ga je privzel kasneje, ko je prišel na prestol. 
Zgodba o Sargonovem rojstvu in otroštvu je v Sargonovi legendi, sumerskem besedilu, ki naj bi bilo Sargonov življenjepis. Razpoložljivo besedilo ni popolno, v ohranjenih fragmentih pa je omenjen Sargonov oče Laibum. Praznini v besedilu sledi kiški kralj Ur-Zababa, ki se je zbudil po sanjah, katerih vsebina iz ohranjenega dela tablice ni razvidna. Ur-Zababa je iz neznanega vzroka za svojega dvornega točaja imenoval Sargona. Kmalu zatem ga je povabil v svoje dvorne prostore, da bi razpravljala o Sargonovih sanjah, v katerih je boginja Inana Ur-Zababa utopila. Na smrt prestrašeni Ur-Zababa je ukazal, naj glavni kovač Beliš-tikal Sargona ubije. Inana je umor preprečila in zahtevala, da se Sargon pri mestnih vratih ustavi, kar je »umazan s krvjo«. Ko se je Sargon vrnil k Ur-Zababi, se je kralj ponovno prestrašil in se odločil, da Sargona pošlje k uruškemu kralju Lugalzagesiju s sporočilom na glinasti tablici, naj Sargona ubije. Legenda se tukaj prekine. Domneva se, da je v manjkajočem nadaljevanju opis Sargonovega vzpona na prestol.
Seznam sumerskih kraljev navaja: »V Agadi (Akadu) je Sargon, sin vrtnarja in Ur-Zababov točaj, postal kralj Agade, ki je zgradil Agado. Vladal je 56 let«. V navedku se skriva  več problemov. Thorkild Jacobsen je del zapisa, ki se nanaša na njegovega očeta, označil za praznino, katere natančen pomen je negotov.  Res je, da sta na seznamu kot kralja umenjena tudi Ur-Zababa in Lugalzagesi, vendar je med njiju vrinjenih več drugih kiških kraljev, ki so bili bolj verjetno guvernerji ali vazali Akadskega cesarstva. Po nedavno odkritem napisu z omembo mesta in datuma prvega leta vladanja kralja Enšakušana, ki je bil skoraj zagotovo Sargonov predhodnik, je postala vprašljiva tudi trditev, da je bil Sargon ustanovitelj Akadskega cesarstva. Weidnerjeva kronika (ABC 19:51) omenja, da je bil Sargon tisti, ki je »tik ob Akadu zgradil Babilon«.  Isto trdi tudi Kronika zgodnjih kraljev (ABC 20:18–19), ki pravi, da je Sargon med svojim vladanjem »izkopal zemljo iz babilonske jame in tik ob Agadi zgradil dvojnika Babilona«. Van de Mieroop domneva, da se obe kroniki morda nanašata na mnogo kasnejšega asirskega kralja Sargona II. iz novoasirskega obdobja in ne na Sargona Akadskega.
Sargon se je kot  legendarna osebnost ohranil v novoasirski književnosti iz zgodnje železne dobe. Tablice z odlomki Legende o Sargonovem rojstvu so odkrili v Ašurbanipalovi knjižnici iz 7. stoletja pr. n. št.. Po tej legendi je bil Sargon nezakonski sin svečenice (starejši prevodi opisujejo njegovo mater kot ponižno). Mati ga je skrivoma rodila,  ga položila v košaro iz trsja in jo potisnila v reko. Otroka je našel Aki, delavec na namakalnem kanalu, ki je otroka vzgojil kot svojega sina.

## Ustanovitev Akadskega cesarstva
Sargon je po prevzemu oblasti v Kišu ubil kiškega kralja. Ko je na svojo stran pridobil kiško vojsko, je takoj napadel Uruk, kjer je vladal Lugalzagezi  Umski. Zasedel je Uruk in porušil njegovo znamenito obzidje. Izgleda, da so branilci pobegnili iz mesta in se pridružili vojski, ki so jo vodili ensiji petdesetih provinc. Sumerska vojska se je spopadla z akadsko v dveh bitkah na bojnem polju, v katerih je bila Lugalzagesijeva vojska popolnoma uničena.  Lugalzagesi je bil ujet in odveden v Nipur. Sargonov napis na piedestalu kipa, ohranjen na kasnejšem zapisu na glinasti tablici, pravi, da so Lugalzagesija »pripeljali skozi Enlilova vrata privezanega kot psa«.  Sargon je svoje nasprotnike zasledoval do Ura in se nato obrnil na vzhod proti Lagašu in Perzijskemu zalivu in nato proti Umi. V »spodnjem morju« (Perzijski zaliv) je simbolično opral svoje orožje, s čimer je želel pokazati, da je osvajanje Sumerije zaključeno.
Sargon je premagal tudi Kazalskega kralja Kaštubila. Eden od antičnih virov navaja, da je bilo Sargonovo uničenje mesta tako popolno, »da ptice niso mogle najti prostora, kamor bi se lahko vsedle«.
Da bi omejil možnost upora v Sumeriji, je v svoj dvor imenoval 4500 mož, ki jih je poznal in so se zavedali, da mu morajo biti zvesti, če se želijo obdržati »ob njegovi mizi«, se pravi v državnem položaju.  Teh 5400 mož je morda sestavljalo tudi njegovo vojsko. Za guvernerje velikih mest je imenoval Akadce  in ne Sumerce. Uradni jezik cele Mezopotamije in lingua franca je postala semitska akadščina, ki je presegala meje cesarstva. Sargon je tudi podrl vsa obzidja in uničil vse podobe prejšnjih kraljev.  Njegovo cesarstvo je vzdrževalo trgovske in diplomatske stike s kraljestvi okoli Arabskega morja in drugod na Bližnjem vzhodu. Sargonovi napisi poročajo, da so v njegovi prestolnici Agadi pristajale tudi ladje iz Magana, Meluhe in Dilmuna.
Stare  sumerske verske ustanove, katere so Semiti dobro poznali in jih celo oponašali, so spoštovali. Sumerščina se je obdržala predvsem kot jezik v bogoslužju. Sargon in njegovi nasledniki so bili zaščitniki sumerskih kultov, sam Sargon pa se je naslavljal  z »maziljeni Anujev svečenik« in »veliki Elilov ensi«.
V različnih prepisih Seznama sumerskih kraljev je Sargon vladal 56, 55 ali 54 let. Kljub temu so znana imena samo štirih let njegovega vladanja - leta pohodov proti Elamu, Mariju, Simurumu (huritska regija) in Urui (elamitska mestna država).

## Vojne na severozahodu in vzhodu
Kmalu potem, ko je zavaroval Sumerijo, se je odpravil na več vojnih pohodov za osvojitev celotnega Rodovitnega polmeseca. Kronika zgodnjih kraljev o tem piše:
[Sargon] ni imel niti tekmeca niti sebi enakega.  Njegova slava se je širila po vsem svetu. Na vzhodu je odplul preko morja in v enajstih letih pokoril zahodne dežele do njihovih najbolj oddaljenih meja in jih pripeljal pod svojo oblast. Tam je postavil svoje kipe in z zahoda z barkami pripeljal bogat plen. Na razdaljah po pet dvojnih ur je postavil svoje upravitelje in vladal enotno vsem ljudstvom in deželam. Odšel je na pohod proti Kazalu in ga  pretvoril v kup ruševin,  da od njega ni ostala niti gred, na katero bi se lahko vsedle ptice.
Sargon je osvojil Maru, Jarmuti in Eblo v Cedrovem gozdu (Amanus) in Srebrne hribe (Taurus). Akadsko kraljestvo je zavarovalo trgovske poti, zato so dobave lesa in kovin po Evfratu postale varne vse do Akada.
Na vzhodu je premagal vojsko  štirih elamskih poglavarjev  pod poveljstvom njihovega kralja Avana in oplenil elamitska mesta. Guvernerje, podkralje in kralje Suse, Barhaše in sosednjih okrožij je pretvoril v svoje vazale. Akadščina, ki je postala lingua franca cele regije, se je med njegovim vladanjem standardizirala in prilagodila zapisovanju v klinopisu, ki se je pred tem uporabljal za sumerščino. Razvilo se je tudi lepopisje, zato so na okrasne glinaste ploščice  in valjaste pečatnike namesto mitoloških in obrednih prizorov začeli pisati besedila.

## Pozna leta
V amarnskih arhivih so odkrili Ep o kralju bitke, napisan v akadščini, in njegova prevoda v hetitščino in huritščino.  Ep opisuje Sargonov pohod globoko v Malo Azijo, s katerim je nameraval zaščititi akadske in druge mezopotamske trgovce pred izsiljevanjem kralja Purušande (ali Puršahande). Dogodki časovno niso usklajeni, ker opisujejo vladarja iz 23. stoletja pr. n. št. v zgodovinskem okolju 19. stoletja pr. n. št.. Zgodba je verjetno izmišljena, četudi imajo nekateri dogodki morda zgodovinsko podlago. Isto besedilo omenja, da je Sargon odplul tudi na Zahodno morje (Sredozemsko morje)  in priplul do Kupare, katero nekateri zgodovinarji istovetijo s Keftiujem, zgodovinsko lokacijo na Kreti ali Cipru.
V poznih letih Sargonove vladavine je Mezopotamiji grozila lakota in vojna. Kronika zgodnjih kraljev poroča, da so v celem cesarstvu izbruhnili  upori:
Nato so se mu na stara leta vse dežele uprle in oblegale Akad, vendar jih je v bitki pred mestom premagal. Potem je napadel deželo Subartu. Njena vojska se mu je vdala, potem pa je uničil še upornike in  deželo priključil k svojemu cesarstvu. Zemljo iz babilonskih obrambnih jarkov je odstranil in meje Akadije  so postale takšne,  kot so bile babilonske, zaradi zla, ki ga je storil, pa se je veliki gospodar Marduk razjezil in uničil svoje ljudstvo z lakoto. Od sončnega vzhoda do sončnega zahoda so se mu upirali in mu niso dali miru.
Kasnejši viri pravijo, da so bili upori in druge težave v Sargonovem poznem obdobju posledica brezbožnih dejanj, ki jih je zagrešil.  Verodostojnost trditev je nemogoče potrditi, ker so katastrofe, opisane v mezopotamskih besedilih, skoraj vedno pripisovali bogokletstvu, ki je sprožilo božji srd.

## Zapuščina
Sargon je (po kratki kronologiji) umrl okoli leta 2215 pr. n. št.. Po novici o njegovi smrti so po celem cesarstvu izbruhnili upori. Sargonov sin in naslednik Rimuš, ki je vladal devet let,  je večino uporov je zatrl. Rimuša je nasledil drug Sargonov sin Maništušu, ki je vladal petnajst let.
Sargon je bil še skoraj dve tisočletji po svoji smrti vzor za mezopotamske kralje. Asirski in babilonski kralji so nase gledali kot na Sargonove naslednike. Nekateri, med njimi tudi Nabonid (okoli 556 – 539 pr. n. št.), so se zelo zanimali za zgodovino Sargonske dinastije in celo izkopavali njegove palače in palače njegovih naslednikov.  Kasnejše vladarje so verjetno navdihovale zmage, ki jih je izvojeval na svojih pohodih po Bližnjem vzhodu.

## Družina
Znana so imena Sargonove glavne žene Tašlultum in nekaj njunih številnih otrok. Hčerka Enheduana je bila svečenica, ki je pisala obredne himne. Veliko njenih del, vključno s Hvalnico Inani, je bilo v rabi še več stoletij. Znana so tudi imena sinov Rimuša in Maništušuja, ki sta bila njegova naslednika, in Šu-Enlila (Ibarum) in Ilabaiš-takala (Abaiš-Takal). Maništušuja je na prestolu nasledil Sargonov vnuk Naram-Sin.

## Primerjave z drugimi mitologijami
Podobnosti med Sargonovim rojstvom, opisanim v novoasirski legendi, in rojstvi na primer Mojzesa, Karne in Ojdipa, je opazil že Otto Rank leta 1909. Kasneje so preučevali tudi podobnosti z enakimi rojstvi v drugih evropskih in azijskih ljudskih pripovedkah in možnost, da je bilo Sargonovo rojstvo prapodoba Mojzesovega.
Sargon je tudi eden od kandidatov, ki so dali identiteto ali inspiracijo za svetopisemskega Nimroda.   Yigal Levin (2002) je sugeriral, da sta v Nimrodu združena Sargon in njegov vnuk Naram-Sin in da Nimrodovo ime izhaja iz imena slednjega. Douglas Petrovich (2013) celo trdi, da je Sargon »najboljši in pravi« kandidat za zgodovinskega Nimroda.